# Snowornis subalaris
A Snowornis subalaris a madarak osztályának verébalakúak (Passeriformes) rendjébe és a kotingafélék (Cotingidae) családjába tartozó faj.

## Rendszerezése
A fajt Philip Lutley Sclater angol zoológus írta le 1861-ben, a Lipaugus nembe Lipaugus subalaris néven.

## Előfordulása
Az Andok hegység lejtőin, Kolumbia, Ecuador és Peru területén honos. A természetes élőhelye a szubtrópusi vagy trópusi síkvidéki és hegyi esőerdők. Állandó, nem vonuló faj.

## Megjelenése
Testhossza 23 centiméter, a testtömege 82 gramm.

## Életmódja
Gyümölcsökkel és rovarokkal táplálkozik.

## Természetvédelmi helyzete
Az elterjedési területe nem nagy és az erdőirtások miatt csökkenő, egyedszáma viszont csökken. A Természetvédelmi Világszövetség Vörös listáján mérsékelten fenyegetett fajként szerepel.

## Külső hivatkozások
- Képek az interneten a fajról
- Xeno-canto.org - a faj hangja és elterjedési területe